# Transfocare
Transfocare, este un termen folosit în cinematografie sau televiziune în timpul filmării.
În esență, transfocare, înseamnă modificarea continuă, în timpul filmării, a distanței focale a obiectivului. Scopul acestei manevre este de a sugera apropierea sau depărtarea aparatului de filmat de subiect. Efectul este același ca cel obținut prin mișcarea corespunzătoare de travling (cărucior travling), cu deosebirea că în primul caz nu se modifică perspectiva geometrică a imaginii.
De asemeni, cu scopul de a obține efecte inedite se combină transfocarea cu mișcarea de travling, cunoscută sub denumirea de transtrav.
Pentru obținerea transfocării se lucrează cu obiective de o construcție specială, obiective cu distanță focală variabilă.